# Скульптурный парк Умедален

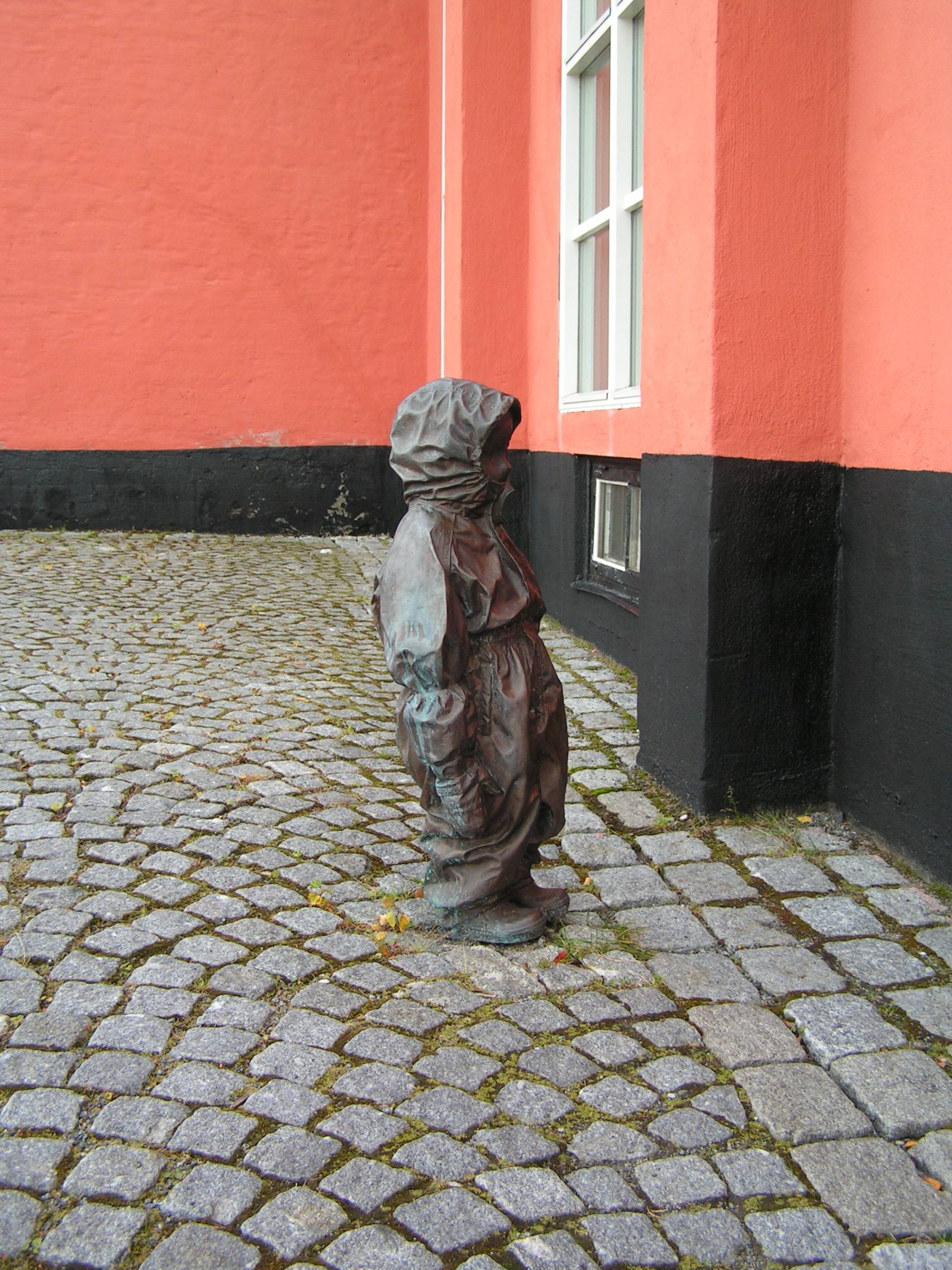
Одна из скульптур парка.

Скульптурный парк Умедален — художественная выставка и парк скульптур в городе Умео, Швеция.

## История
Художественная выставка была организована впервые в 1994 году и в настоящее время является постоянной выставкой в парке скульптур, расположенном недалеко от бывшей больницы.
В 1987 году компания Balticgruppen (Baltic Group) совместно с Art Gallery Galleri Сандстрёма Андерсона купила около 20 каменных зданий в парке возле Совета лена Вестерботтен. Художественная галерея была построена вокруг исторических зданий, которые ранее использовались как больница. Balticgruppen приобрела 44 скульптур, которые сейчас формируют постоянную экспозицию в парке скульптур.

## Скульптуры в постоянной экспозиции
- Untitled, гранит, 2001, Bård Breivik
- Black, Grey, Broken Sky and Palest Blue 2010, керамические пластины и сталь, Astrid Sylwan
- Forest Hill, 1997, plasic pipes, бетон, Buky Schwartz
- The most lonesome story ever told, 1998, Jonas Kjellgren
- Heart of trees, 2007, бронза и дерево, Jaume Plensa
- Nosotros, 2008, окрашенная сталь Jaume Plensa
- Emergency station (Räddningsplats), 2008, текстиль, трава, семена, Gunilla Samberg
- Untitled, 1998, окрашенная бронза, Roland Persson
- Hardback, 2000, бетон, Nina Saunders
- Mor och Barn (Mother and child), 1958, бронза, David Wretling
- Still Running 1990-93, чугун, Antony Gormley
- Another Time VIII, 2007, чугун, Antony Gormley
- Pillar of light, 1991, песчаник, Anish Kapoor
- 55 meter long double-line of double-boulders, 1997, валуны, Richard Nonas
- Vegetaion Room VII, 2000, бронза, Cristina Iglesias
- Untitled, 1994, гальванизированные трубы, Carina Gunnars
- Arch, 1995, гранит, Claes Hake
- Eye Benches II, 1996-97, чёрный гранит с Зимбабве, Louise Bourgeois
- Social Meeting, 1997, дерево, Raffael Reinsberg
- Untitled (1998), окрашенная бронза, Roland Persson
- She leaves the lights on and forgets the room (1998), сталь и сантехнический фарфор, Meta Isaeus-Berlin
- Stevensson (Early Forms), бронза, 1999, Tony Cragg
- Alliansring (Wedding ring), 2000, бронза, Anna Renström
- Skogsdunge (Forest grove), 2002, флагштоки Kari Cavén
- Untitled, 2002, нержавеющая сталь, Anne-Karin Furunes
- Homestead, 2004, дерево, бетон, Clay Ketter
- Dysfuntional Outdoor Gym, 2004, дерево, металл и канаты, by Torgny Nilsson
- Den sjuka flickan (The sick girl), 2004, сталь, Jacob Dahlgren
- Flip, 2006, окрашенная сталь, by Mats Bergquist
- Tillåtet (Allowed), 1990—2006, винил и алюминий, Mikael Richter
- Concrete and leaves, 1996, бетон, by Miroslaw Balka
- Koma-Amok, 1997, сталь, Bigert & Bergström
- Umea Prototype, 1999—2000, сталь с серебряными листьями берёзы, Serge Spitzer
- Trajan’s Shadow, 2001, бронза, масляная краска, сталь, Sean Henry
- Beam Walk, 1996, сталь, Cristos Gianakos
- Out, 2004, бронза, Charlotte Gyllenhammar
- Kastenhaus 1166, 2000, металл, дерево, Winter & Hörbelt.